# 立道梨緒奈
立道 梨緒奈（たてみち りおな、1994年9月1日 - ）は日本の女優、ダンサー、振付師。埼玉県出身。ドルチェスター所属。

## 略歴・人物
2歳よりダンスを習い始め、さまざまなコンテストで入賞を果たす。2008年、ダンスコンテストでスカウトを受けランウェイフィールドに所属。
2008年秋に地元のダンスコンテストにゲスト出演した際に、上位入賞したチームのメンバーに声を掛け、ダンスチーム「CUBE Spirit」を結成。チームリーダーとして2012年まで活動した。
その後、2012年5月にタイムリーオフィスへと移籍。2018年4月〜2020年10月、アットプロダクション在籍。2021年1月より、現在のドルチェスターへ所属。
母親が主宰しているダンススクール「TK DANCE」のインストラクターも務めている。
趣味はアニメ。特技はダンス（ジャズダンス・ヒップホップ）、殺陣アクション。
2014年8月、ミュージカル美少女戦士セーラームーン『Petite Étrangère』にて、2.5次元舞台デビュー。初めて男役を演じた。
2022年3月、舞台「コミック探偵」にて初主演。
コーヒーは飲めない。辛い物が苦手。苦手な季節は夏。ピスタチオが好きだがピスタチオ味のものは苦手。サメ映画が好き。

## 出演

### 舞台・ミュージカル
- FEELD STAGE公演「新宿駅〜恋のカーニバル〜」（2009年3月14日 - 15日、全労済 / ホールスペース・ゼロ）- 1部・芝居ゴフミ 役 / 2部・ショータイム・ダンサー出演
- 東京俳優市場 2009夏-2012冬
- BLUE DESTINY〜act ZERO〜（2012年9月14日 - 16日、恵比寿・エコー劇場）- エルドネ 役
- 池袋レインボウズ〜season1〜（2013年4月17日 - 21日、シアターグリーン BASE THEATER）- 筑紫 役 ※Aキャスト
- RO-DOKU 音戯草子 2013「99のなみだ〜涙がこころを癒す〜」（2013年6月7日 - 9日、ニッポン放送イマジンスタジオ）
- 青春バスケットボールミュージカル！「FAB FIVE THE MUSICAL〜2番目の気持ち〜」（2013年11月28日 - 12月1日、六行会ホール）
- 進戯団夢命クラシックス #16「Requiem」（2014年6月18日 - 22日、シアターグリーン BIG TREE THEATER）- ねね 役
- ミュージカル「美少女戦士セーラームーン〜Petite Étrangère〜」（2014年）- ルベウス 役
  - 東京公演（8月21日 - 31日、AiiA 2.5 Theater Tokyo）
  - 大阪公演（9月5日 - 7日、梅田芸術劇場 シアター・ドラマシティ）
  - 上海公演（2015年1月16日 - 18日、上海戯劇学院上戯劇院）
- 進戯団夢命クラシックス #18「碧のヴォヤージュ」（2015年5月13日 - 17日、新宿村LIVE）- キャプテン・メサイア 役
- 真田十勇士・序章〜戦国アサシン〜（2015年6月9日 - 12日、座・高円寺2）- 服部半蔵 役
- X-QUEST 2015 WINTER PERFORMANCE」義経ギャラクシー〜銀河鉄道と五条大橋999」（2015年11月18日 - 29日、王子小劇場）- 静御前ダンシングフォルム 役
- 劇団6番シード 第61回公演 メイツ!～ブラウン管の向こうへ～（2016年1月27日 - 31日、六行会ホール）- ショーコ 役
- ホチキス新ユニットナウヤング第1回公演「スパイ大迷惑」（2016年3月17日 - 21日、劇場MOMO）- 二階堂 役
- 進戯団夢命クラシックス presents smc BRAVE Last mission「忘却論」（2016年7月9日 - 10日、シアターノルン）- 北斗 役
- S4U presents #1 ちょっかい王×Like a Galaxy「イリクラ〜Iridescent Clouds 」（2016年7月21日 - 24日、シアターグリーン BOX in BOX THEATER）- 卯月 役
- ミュージカル「美少女戦士セーラームーン -Amour Eternal- 」（2016年）- ホークス・アイ 役
  - 東京公演（10月15日 - 23日、AiiA 2.5 Theater Tokyo）
  - 福岡公演（10月29日 - 30日、キャナルシティ劇場）
  - 大阪公演（11月4日 - 6日、サンケイホールブリーゼ）
  - 北海道公演（2017年3月11日 - 12日、恵庭市民会館 大ホール）
- 君死ニタマフ事ナカレ 零 （2016年12月21日 - 25日、新宿村LIVE）- 赤住 役
- 舞台「BRAVE10」（2017年6月28日 - 7月2日、全労済ホール / スペース・ゼロ）- 石川五右衛門 役
- ミュージカル「美少女戦士セーラームーン -Le Mouvement Final-」（2017年） - セーラースターメイカー / 大気光 役
  - 東京公演（9月8日 - 18日、AiiA 2.5 Theater Tokyo）
  - 愛知公演（9月23日 - 24日、アイプラザ豊橋）
  - 大阪公演（9月29日 - 10月1日、梅田芸術劇場 シアター・ドラマシティ）
- 三人姉妹（2018年1月17日 - 2月4日、銀座・博品館劇場）- ソリョーヌイ 役
- ミュージカル「少女革命ウテナ」（2018年3月8日 - 18日、CBGKシブゲキ!!）- 有栖川樹璃 役
  - ミュージカル「少女革命ウテナ〜白き薔薇のつぼみ〜」（2018年3月8日 - 18日、CBGKシブゲキ!!）
  - ミュージカル「少女革命ウテナ ～深く綻ぶ黒薔薇の～」（2019年6月29日 - 7月7日、シアターGロッソ）
- 演劇ユニット 爆走おとな小学生 第四回特別授業「こっちにおいで、ジョセフィーヌ」（2018年5月16日 - 20日、新宿村LIVE）- 銀咲大河 役
- ホチキス第39回公演「あちゃらか2〜ねずみの唄は花火と共に〜」（2018年6月20日 - 24日、博品館劇場）- 八蜘蛛里美 役
- “Pretty Guardian Sailor Moon” The Super Live（2018年）- タキシード仮面 / 地場衛 役
  - 東京プレビュー公演（8月31日 - 9月9日、AiiA 2.5 Theater Tokyo）
  - パリ公演（11月3日 - 4日、Le Palau’s des Congres de Paris）
  - ワシントン公演（2019年3月24日、ワーナーシアター）
  - ニューヨーク公演（3月29日 - 30日、プレイステーションシアター）
  - 東京公演（2025年10月9日 - 13日〈予定〉、サンシャイン劇場）[9]
- エムキチビート produce 音劇 vol.2「世界の終わりに君を乞う。」（2018年12月1日 - 9日、博品館劇場）- 飯塚那由多 役
- 舞台「機動戦士ガンダム00 -破壊による再生-Re:Build」（2019年）- スメラギ・李・ノリエガ 役
  - 東京公演（2月15日 - 18日、日本青年館ホール）
  - 大阪公演（2月23日 - 24日、森ノ宮ピロティホール）
- 舞台「やがて君になる」（2019年5月3日 - 12日 全労済ホール / スペース・ゼロ）- 児玉都 役
- Reading♥Stage「百合と薔薇」（2019年6月7日）- 天野ヒカル 役
- 舞台「乱歩奇譚 Game of Laplace～怪人二十面相～」（2019年8月5日 - 12日、品川プリンスホテル クラブeX）- タマムラ 役
- ミュージカル「アルスラーン戦記」（2019年）- ファランギース 役
  - 大阪公演（9月5日 - 8日、COOL JAPAN PARK OSAKA TTホール）
  - 東京公演（9月11日 - 16日、シアター1010）
- 舞台版「PSYCHO-PASS サイコパス Chapter1―犯罪係数―」（2019年10月25日 - 11月10日、品川プリンスホテル ステラボール）- 六合塚弥生 役
- 舞台「憂国のモリアーティ」（2020年）- アイリーン・アドラー 役
  - 東京公演（1月10日 - 19日、EX THEATER ROPPONGI）
  - 大阪公演（1月31日 - 2月2日、梅田芸術劇場 シアター・ドラマシティ）
  - case 2（2021年7月23日 - 8月1日、新国立劇場 中劇場）- ジェームズ・ボンド 役
- 「FINAL FANTASY BRAVE EXVIUS」THE MUSICAL（2020年）- 水華のヴェリアス 役
  - 東京公演（3月6日 - 15日、天王洲 銀河劇場）
  - 兵庫公演（3月20日 - 29日、AiiA 2.5 Theater Kobe）[10]
- 七つの大罪 The STAGE-裏切りの聖騎士長-（2020年6月18日 - 28日、天王洲 銀河劇場）- マーリン 役[11]
- 舞台「機動戦士ガンダム00 -破壊による覚醒-Re:(in)novation」（2020年7月17日 - 26日、新国立劇場 中劇場）- スメラギ・李・ノリエガ 役[12]
- 舞台「富豪刑事 Balance:UNLIMITED The STAGE」（2020年10月2日 - 11日、品川プリンスホテル クラブeX） - 神戸鈴江 役
- 舞台「HELI-X」シリーズ - ワカクサ 役[13]
  - HELI-X 東京公演（2020年12月3日 - 9日、紀伊國屋サザンシアター TAKASHIMAYA）
  - HELI-X 大阪公演（12月12日 - 13日、メルパルク大阪）
  - HELI-X Ⅱ～アンモナイトシンドローム～（2021年10月、紀伊國屋サザンシアター TAKASHIMAYA）
  - HELI-X Ⅲ〜レディ・スピランセス〜東京公演（2022年6月3日 - 12日、サンシャイン劇場）
  - HELI-X Ⅲ〜レディ・スピランセス〜 大阪公演（6月18日 - 19日、メルパルク大阪）
- 「Paradox Live on Stage」（2021年）
  - 東京公演（9月9日 - 12日、品川プリンスホテル ステラボール）
  - 大阪公演（9月16日 - 19日、梅田芸術劇場 シアター・ドラマシテ） - アン・フォークナー 役
- 迷宮歌劇「美少年探偵団」（2021年12月31日 - 2022年1月10日、天王洲 銀河劇場） - 麗 役
- 舞台「機動戦士ガンダム00 -破壊による覚醒-Re:(in)novation」（2022年2月5日2月7日 - 14日、新国立劇場 中劇場） - スメラギ・李・ノリエガ 役
- 舞台「コミック探偵」（2022年3月30日 - 4月3日、池袋big tree theater） -  主演・レナート役
- 「Paradox Live on Stage THE LIVE」（2022年4月30日、品川プリンスホテル ステラボール） - アン・フォークナー 役
- 舞台『BOYS DOLL HOUSE〜はい！よろこんで！〜』（2022年10月7日 - 10日、新宿村LIVE） - 椿 役
- 「美少女戦士セーラームーン」30周年記念 Musical Festival -Chronicle- （2022年11月17日 - 20日、品川プリンスホテル ステラボール） - タキシード仮面 / 地場衛 役
- 「進撃の巨人」-the Musical-（2023年）- ハンジ・ゾエ 役
  - 「進撃の巨人」-the Musical- 大阪公演（1月7日 - 9日、オリックス劇場）[14]
  - 「進撃の巨人」-the Musical- 東京公演（1月14日 - 24日、日本青年館ホール）[14]
  - ATTACK on TITAN: The Musical（2024年10月11日 - 13日、New York City Center） [15]
  - 「進撃の巨人」-the Musical- 日本凱旋公演 東京公演（2024年12月13日 - 22日、TOKYO DOME CITY HALL）[16]
  - 「進撃の巨人」-the Musical- 日本凱旋公演 大阪公演（2025年1月11日 - 13日、オリックス劇場）[16]
- Paradox Live on Stage vol.2（2023年3月9日 - 19日、品川プリンスホテル ステラボール） - アン・フォークナー 役[17]
- 「魔入りました！入間くん」THE STAGE（2023年5月24日 - 28日、東京ドームシティ シアターGロッソ） - アザゼル・アメリ 役[18]
  - 「魔入りました！入間くん」THE STAGE 再演（2024年8月30日 - 9月8日、東京ドームシティ シアターGロッソ）[19]
- 舞台「呪術廻戦」-京都姉妹校交流会・起首雷同-（2023年 - 2024年） - 冥冥 役[20][21]
  - 東京公演（2023年12月15日 - 31日、銀河劇場）
  - 兵庫公演（2024年1月6日 - 14日、AiiA 2.5 Theater Kobe）
  - 舞台「呪術廻戦」-懐玉・玉折- 東京公演（2025年8月22日 - 31日〈予定〉、天王洲 銀河劇場）[22]
  - 舞台「呪術廻戦」-懐玉・玉折- 大阪公演（2025年9月5日 - 7日〈予定〉、SkyシアターMBS）[22]
- 舞台「地獄楽-終の章-」（2024年） - 天仙 役[23]
  - 東京公演（2月15日 - 18日、シアター1010）
  - 大阪公演（2月23日 - 25日、COOL JAPAN PARK OSAKA TTホール）
- 舞台「パリピ孔明」（2024年） - ミア西表 役[24]
  - 東京公演（5月3日 - 6日、天王洲 銀河劇場）
  - 大阪公演（5月10日・11日、サンケイホールブリーゼ）
- 「×純文学少女歌劇団」 File No.0002『パラノイドには騙されない』（2024年6月21日 - 26日、Theater Mixa）[25] - 文通ジュディ 役
- 超ハジケステージ☆ボボボーボ・ボーボボ（2024年10月23日 - 31日、シアター1010） - 魚雷ガール 役[26]
- ノンセクシュアル（2025年2月7日 - 12日、横浜赤レンガ倉庫1号館 3Fホール） - 浅井塔子 役[27]

### 映像・イベント・その他
- WEB CM「電通PR」（2012年）
- 日本テレビ「人生が変わる1分間の深イイ話」（2016年4月18日放送、再現VTR）
- TBS「7時に会いましょう」（2016年5月9日放送、再現VTR）
- TBS「アリよりのアリ」理想独女vs現実人妻 結婚の幸せってなんだSP（2016年6月7日放送、再現VTR）
- 劇団6番シード 映画企画「Dプロジェクト」シリーズ（2016年8月-2018年3月） / 長編映画「Deep Logic」（2019年） - RIO 役
- ユニバーサル・クールジャパン2017「ゴジラ・ザ・リアル4D」 - エナツ隊長役（声の出演）
- 単独イベント「立道梨緒奈 初めてやっちゃうバースデー配信 - 26歳はカウンター天ぷらに行ってみたい-」（2020年9月3日）
- トークイベント「HELI-X Talk Meeting 2021」（2021年7月4日、日本教育会館 一ツ橋ホール）
- 『女勇-JOYU- project』寫眞展（2022年2月23日 - 27日、ギャラリー ルデコ）
- 28th Birthday Event 「Hana marché 〜28は花園〜」ゲスト出演（2022年3月4日、代官山NOMAD）
- トークイベント「HELI-X Talk Meeting 2022」（2022年3月5日、日本教育会館 一ツ橋ホール）
- 単独イベント『立道生誕』Birthday Event〜お・も・て・な・し〜（2022年9月4日、赤坂某所）
- standfmラジオ「たてみち部屋」（毎月第2・4月曜日放送）